# O ewiges Feuer, o Ursprung der Liebe (BWV 34)
Pour les articles homonymes, voir O ewiges Feuer, o Ursprung der Liebe.
O ewiges Feuer, o Ursprung der Liebe (Ô feu éternel, ô source de l’amour !), (BWV 34), est une cantate religieuse de  Johann Sebastian Bach composée probablement pour le premier jour de la Pentecôte de 1727. Pour cette destination liturgique, trois autres cantates ont franchi le seuil de la postérité : les BWV 59, 74 et 172. Elle est adaptée d'une précédente cantate, profane, homonyme O ewiges Feuer, o Ursprung der Liebe (BWV 34a) datée de 1725 ou 1726 . Elle fut probablement jouée le dimanche 1er juin 1727
Les lectures prescrites du jour étaient Actes 2: 1-13 et Jean14: 23-31.
Les auteurs des textes sont inconnus,.

## Structure et instrumentation
La cantate est écrite pour deux hautbois, deux flûtes traversières, timbales, trois trompettes, deux violons, alto, basse continue, avec trois solistes vocaux (alto, ténor, basse) et chœur à quatre voix.
Il y a cinq mouvements :
1. chœur : O ewiges Feuer, o Ursprung der Liebe
2. récitatif (ténor) : Herr, unsre Herzen halten dir
3. aria (alto) : Wohl euch, ihr auserwählten Seelen
4. récitatif (basse) : Erwählt sich Gott die heilgen Hütten
5. chœur : Friede über Israel

## Sources
- Gilles Cantagrel, Les cantates de J.-S. Bach, Paris, Fayard, mars 2010, 1665 p.  (ISBN 978-2-213-64434-9)

- (en) Cet article est partiellement ou en totalité issu de l’article de Wikipédia en anglais intitulé « O ewiges Feuer, o Ursprung der Liebe, BWV 34 » (voir la liste des auteurs).